# گروس شیرشتدت
گروس شیرشتدت (به آلمانی: Groß Schierstedt) یک منطقهٔ مسکونی در آلمان است که در آشرسلبن واقع شده‌است. گروس شیرشتدت  ۶۳۰ نفر جمعیت دارد.